# Laura Schradin

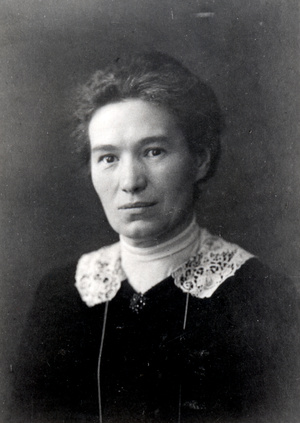
Laura Schradin

Maria Laura Schradin, geborene Pfenning (* 7. September 1878 in Reutlingen; † 8. März 1937 in Tübingen) war eine deutsche Frauenrechtlerin und Politikerin der SPD. Sie gehörte im Jahr 1919 zu den wenigen weiblichen Mitgliedern der Verfassunggebenden Landesversammlung des freien Volksstaates Württemberg.

## Leben und Wirken
Maria Laura Pfenning wurde in eine ärmliche Weingärtnerfamilie hineingeboren; ihr Vater war Johannes Pfenning aus Reutlingen, ihre Mutter Barbara Maria Künstle aus Pfrondorf. Schon früh musste sie zum Lebensunterhalt der Familie beitragen und war deshalb gezwungen, sich als Autodidaktin weiterzubilden. Ab 1896 arbeitete sie in einer Webfabrik. Dort lernte sie ihren späteren Mann, den Prokuristen Fritz Schradin, kennen.
Schon mit 18 Jahren engagierte sich die junge Frau in der Gewerkschaft; 1897 trat sie der SPD bei. Zusammen mit Elisabeth Zundel setzte sie sich für das Frauenwahlrecht, den Kinderschutz und die Gleichberechtigung der Frau ein. Außerdem waren ihr Bildungsfragen wichtig. Vor und während des Ersten Weltkriegs zeigte sie sich als Pazifistin.
1904 heiratete sie Fritz Schradin. Ihre 1910 geborene gemeinsame Tochter Hedwig (1910–2006), die spätere Ehefrau des Prähistorikers Adolf Rieth, setzte sich als SPD-Politikerin in Tübingen für kultur- und sozialpolitische Themen ein und war außerdem eine bekannte Kunstsammlerin.
Im Gegensatz zu vielen Frauenrechtlerinnen, die unverheiratet blieben, um politisch und beruflich aktiv sein zu können, wurde Laura Schradin von ihrem Ehemann in ihren Unternehmungen stets unterstützt. Sie besuchten zusammen Kurse im „Kaufmännischen Verein“, und Laura belegte Vorlesungen an der Universität Tübingen. Fritz Schradin starb am 21. Mai 1922.
Auf dem Internationalen Sozialistenkongress in Stuttgart im Jahr 1907 lernte Laura Schradin Rosa Luxemburg kennen. Sie stand in Korrespondenz mit Lily Braun und Clara Zetkin.
Hatte Laura Schradin sich vor Ausbruch des Ersten Weltkriegs noch deutlich gegen den Krieg ausgesprochen, zeigte sie sich während des Weltkriegs im Umgang mit der Situation eher pragmatisch als ideologisch. Sie finanzierte in Reutlingen mit ihrem Mann „Kriegsflickwerkstätten“, in denen die Arbeiterinnen durch höhere Löhne in ihrer kriegsbedingt schweren Situation finanziell unterstützt wurden. 1917 wurden in zehn solcher Werkstätten 2200 Frauen beschäftigt, und es gab sogar einen Kindergarten für die Kinder der Arbeiterinnen. Allerdings brachte Laura Schradin das Engagement für die Werkstätten auch Denunziationen und Verleumdungen von nicht aufgenommenen Frauen, von kirchlicher wie von sozialistischer Seite ein.
Am 13. Januar 1919 wurde Laura Schradin für die SPD als eine von 13 weiblichen Abgeordneten in die insgesamt 150 Sitze umfassende Verfassunggebende Landesversammlung Württembergs gewählt. Sie gehörte dort unter anderem dem SPD-Fraktionsvorstand, dem Volkswirtschaftlichen Ausschuss und dem Volksschulausschuss an und engagierte sich in Frauenfragen und Themen des sozialen Bereichs. Im Jahr 1920 kandidierte sie auf Platz 5 der württembergischen SPD-Reichstagswahlliste für den Reichstag, konnte jedoch kein Mandat erringen. Auch bei ihrer Kandidatur für den 2. Landtag des freien Volksstaates Württemberg im Mai 1924 blieb sie erfolglos.
Von 1919 an saß Schradin zusätzlich im Reutlinger Gemeinderat, aus dem sie 1925 wegen gesundheitlicher Beschwerden ausschied. 
Am 28. Februar 1921 war sie Mitbegründerin der Arbeiterwohlfahrt (AWO) in Reutlingen. Sie betätigte sich weiter als Rednerin, ab 1927 allerdings nicht mehr für die SPD, sondern für die Reichspartei für Volksrecht und Aufwertung, als deren Kandidatin sie 1932 bei der Wahl zum 4. Württembergischen Landtag antrat.
1933 zog Laura Schradin nach Tübingen um. 1935 wurde sie wegen des Vorwurfs der „Beleidigung von Partei und Kreisleiter“ angeklagt und zu zwei Monaten Haft verurteilt, die sie aber wegen Krankheit nicht mehr antreten konnte.
Laura Schradin starb am 8. März 1937 (dem Weltfrauentag) im Alter von 58 Jahren an einem Schlaganfall.

## Ehrungen
- Laura-Schradin-Schule in Reutlingen
- Laura-Schradin-Weg in Reutlingen